# Eparchia szymkencka
Eparchia szymkencka – jedna z eparchii wchodzących w skład Metropolitalnego Okręgu Rosyjskiego Kościoła Prawosławnego w Republice Kazachstanu, z siedzibą w Szymkencie. Funkcje katedry pełni sobór św. Mikołaja w Szymkencie.
Eparchia została utworzona 31 stycznia 1991. Od 2022 podlegają jej prawosławne struktury na terenie dwóch obwodów Kazachstanu: turkiestańskiego i żambylskiego.
W eparchii działa 27 parafii i 2 czasownie obsługiwanych przez 33 kapłanów etatowych i 14 nieetatowych. Prowadzonych jest 20 szkół niedzielnych. Parafie zgrupowane są w dwa dekanaty: południowokazachstański i żambylski.
Pierwszym ordynariuszem eparchii był biskup (od 2004 arcybiskup) Eleuteriusz (Kozoriez) (zm. 2021). Od grudnia 2022 r. urząd sprawuje biskup Chryzant (Konoplow).
24 marca 2022 r. postanowieniem Świętego Synodu Rosyjskiego Kościoła Prawosławnego wydzielono z części dwóch eparchii (szymkenckiej i uralskiej) nową administraturę – eparchię aktobską.

## Cerkwie eparchii

### W obwodzie turkiestańskim[7][8][9]
- Cerkiew Ikony Matki Bożej „Wszystkich Strapionych Radość” w Aksu
- Cerkiew Zwiastowania w Kentau
- Cerkiew św. Jerzego w Köksajaku
- Cerkiew św. Jana Teologa w Ryskułowie
- Cerkiew św. Kseni z Petersburga w Sastöbe
- Cerkiew św. Dymitra Sołuńskiego w Turłan Ekspiedicyjasy
- Cerkiew św. Jerzego w Żetysaju

### W obwodzie żambylskim[10][11]

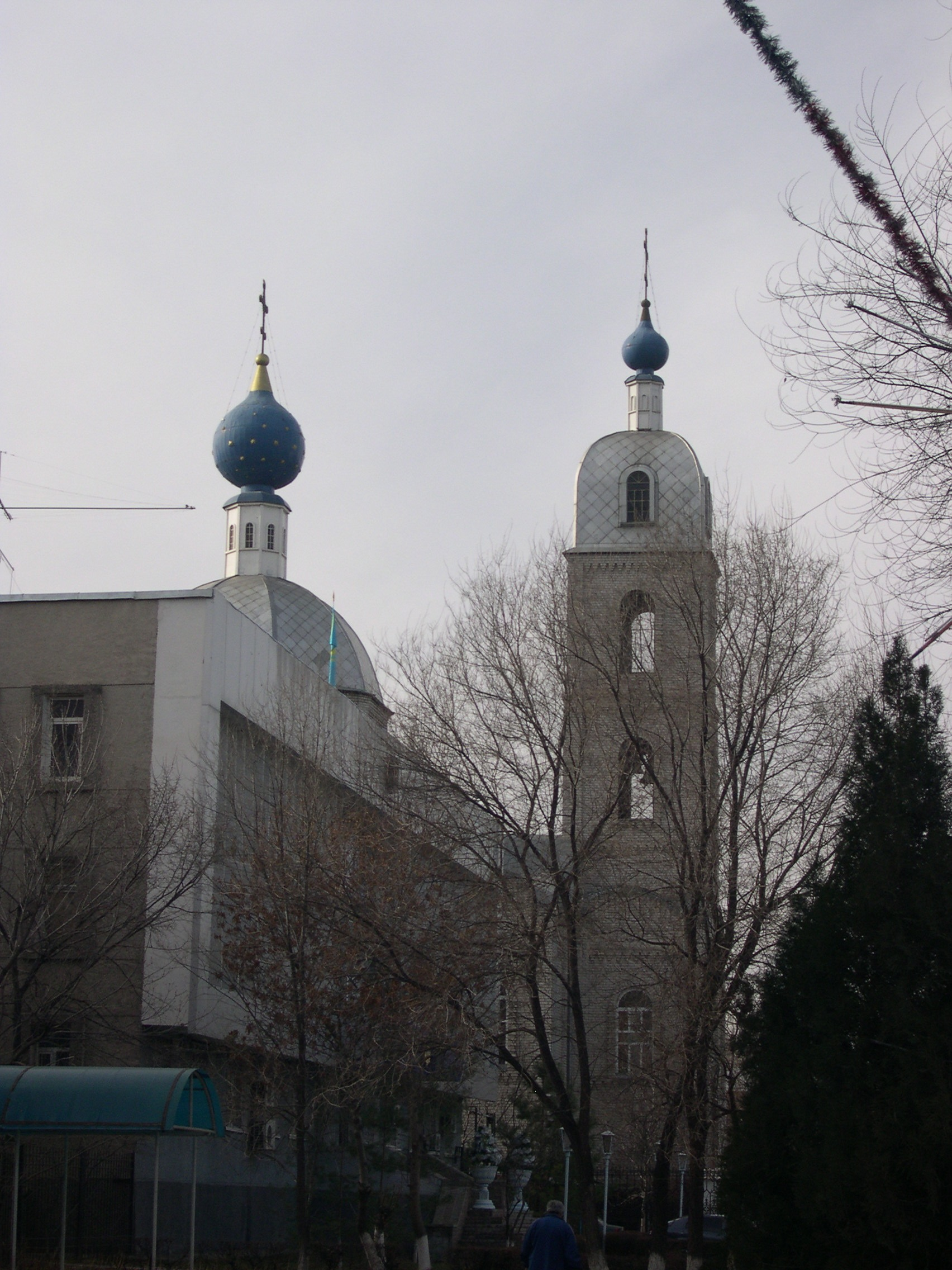
Sobór Zaśnięcia Matki Bożej w Tarazie

- Cerkiew Trzech Świętych Hierarchów w Karatau
- Cerkiew św. Jerzego w Kordaju
- Cerkiew Świętych Serafina i Teognosta w Kyzyłżarze
- Cerkiew Narodzenia Matki Bożej w Sarymołdajewie
- Cerkiew św. Jerzego w Szu
- Cerkiew Opieki Matki Bożej w Tarazie
- Sobór Zaśnięcia Matki Bożej w Tarazie